# Bèth cèu de Pau
Bèth cèu de Pau (« Beau ciel de Pau »), est un poème et chant béarnais de Charles Darrichon créé dans les années 1880. Il connaît un grand succès auprès des Palois et des Béarnais, si bien qu'il est souvent considéré comme un hymne local,.
Les paroles sont écrites par Charles Darrichon, probablement par nostalgie pour sa ville natale de Pau et alors que l'auteur est expatrié en Belgique durant son apprentissage du métier de cordonnier. L'origine de la mélodie est plus obscure, elle pourrait être de Charles Darrichon avec l'aide du pianiste Henri Domecq et de l'organiste Adrien Frontère, il peut aussi s'agir d'une reprise d'un chant de Jasmin. 

## Traduction des paroles
Premier couplet :
Beau ciel de Pau, quand te reverrai-je ?
J’ai tellement souffert depuis que je t’ai quitté.
S’il me faut mourir sans te revoir,
Adieu beau ciel je t’aurai bien regretté.
J’aurais voulu, Béarn, chanter ta gloire,
Mais je ne peux pas car je suis trop malade.
Mon Dieu, Mon Dieu, laissez-moi encore voir
Le ciel de Pau, le ciel de Pau !
Second couplet :
Hier, j’étais seul dans ma triste chambrette
Ầ respirer le parfum du printemps
Quand tout à coup, une pauvre hirondelle
Pousse un grand cri et puis au même instant,
Un épervier fond sur la mignonnette :
Viens ! Viens ici, moi je ne te ferai pas mal !
Entre, nous parlerons pauvrette.
Du ciel de Pau, du ciel de Pau !
Troisième couplet :
Ầ quoi as-tu pensé ma pauvre amie
Pour voyager seule sans aucun secours ?
Repose un peu, courir ça fatigue.
Ici, tu n’as pas à craindre les vautours.
Pourquoi trembler ! Oh ! tu n’es pas prisonnière ;
Tu peux partir si je n’ai pas ce qu’il te faut.
Reprends ton vol, va voltiger légère
Au ciel de Pau, au ciel de Pau !
Quatrième couplet :
Mais tu t’en vas, jolie messagère
Adieu ! Adieu ! Sans toi je vais mourir.
Car le Bon Dieu à lui m’appelle,
Demain peut-être, je ne serai plus ici.
Puisque tu t’en vas, va t’en à la montagne,
Va faire ton nid sous notre portail.
Tu auras de tout, pour toi et ta compagne,
Au ciel de Pau ! Au ciel de Pau !

## Paroles
Bèth cèu de Pau, quan te tournarèy béde ?

Qu'èy tant soufert despuch qui t'èy quitat.

Si-m cau mouri chens de-t tournà rebédé,

Adiu, bèth cèu, t'aurey plâ regretat.

Qu'auri boulut, Bearn canta ta gloère,

Mes ne pouch pas, car que souy trop malau...

Moun Diu, mon Diu! Dechat-me béde encoère

Lou cèu de Pau, lou cèu de Pau (bis)

Yé, qu'èri soul, dans ma triste crampète

A respirà fou perfurn dou printemps

Quan, tout d'u cop, ue praube iroungléte,

Pousse u gran crit, e puch, en même tems,

U esparbè cour sus la berouyine ;

Çay, çay l'aci, jou ne-t herey pas mau

Rentre dehens, que parleram praubine

Dou cèu de Pau, Dou cèu de Pau (bis)

Qu'as-tu pensat, la mie praube amigue

De biadjà soule, chens nad secours ?

Repause-t drin, de courre que fatigue

Aci n'as pas à cragne fous autours.

Perqué tremblà ? Bèn ! n'es pas presounère,

Que pods parti, si n'èy pas ço qui-t cau...

Reprén toun bol ! Bèn boultija leujère

Au cèu de Pau, au cèu de Pau (bis)

Mes, que t'en bas, beroje messadjère...

Adiu, adiu ! Chens tu , que-m bau, moud...

Car lou Boun Diu enta d'eth que m'apère,

Douma, belhèu, nou serey mey aci.

Pusque t'en bas, bèn-t-en ta la mountagne,

Bèn ha toun nid debat nouste.pourtau...

Qu'auras de tout, ta tu e ta coumpagne

Au cèu de Pau, au cèu de Pau (bis)

## Versions et reprises
On peut écouter en ligne Rémy Cambot (né en 1856), premier interprète de cette chanson, gravée au disque en 1902, sur la Phonobase : http://www.phonobase.org/16144.html. Parmi bien d'autres artistes, André Dassary et Marcel Amont interprètent la chanson dans les années 1950 et 1960. En 2021 le groupe Laüsa dévoile une version modernisée.